# Perianthomega
Perianthomega é um género botânico pertencente à família Bignoniaceae.

## Espécies
- Perianthomega vellozii
- Perianthomega vellozoi

## Nome e referências
Perianthomega Bureau